# Shopping King Louie
Shopping King Louie (hangeul : 쇼핑왕 루이 ; RR : Syoping-wang ru-i) est une série télévisée sud-coréenne diffusée du 21 septembre au 10 novembre 2016 sur MBC avec Seo In-guk, Nam Ji-hyun, Yoon Sang-hyun et Im Se-mi.

## Synopsis
Une comédie romantique sur Louis, un riche héritier qui dépense toujours de l'argent pour acheter tout ce qui a une beauté subtile et qui parle à son âme. Un jour, il perd la mémoire et rencontre Bok-Shil, une femme pure et énergique de la campagne. Elle est d'abord stupéfaite par ses habitudes de consommation. En lui apprenant à n'acheter que des produits de première nécessité ou des petites bontés peu coûteuses qui éclairent la journée, elle apprend également que ces nécessités ne sont pas les mêmes pour tous, car elles dépendent des valeurs propres à chacun qui façonnent leur vie et, partant, leurs habitudes d'achat. Tous deux ont une innocence innée qui les amène à prendre soin les uns des autres, menant à un amour indéniable.

## Distribution

### Acteurs principaux
- Seo In-guk : Louis / Kang Ji-sung
- Nam Ji-hyeon: Ko Bok-shil
- Yoon Sang-hyun : Cha Joong-won
- Im Se-mi : Baek Ma-ri

### Acteurs secondaires
- Kim Young-ok : Choi Il-soon
- Kim Sun-young : Heo Jung-ran
- Um Hyo-sup : Kim Ho-joon
- Ryoo Ui-hyun : Go Bok-nam
- Kang Ji-sub : Nam Joon-hyuk
- Nam Myung-ryul : Cha Soo-il
- Kim Bo-yeon : Shin Young-ae
- Kim Kyu-chul : Baek Sun-goo
- Yoon Yoo-sun : Hong Jae-sook
- Kim Byung-chul : Lee Kyung-kook
- Cha Chung-hwa : Kwon Mi-young
- Lee Jae-kyoon : Byun Do-jin
- Oh Dae-hwan : Jo In-sung
- Hwang Young-hee : Hwang Geum-ja
- Park Solomon

## Bande-originale
1. Navigation – Kim So-hee
2. The Way – Umji (GFriend)
3. The Time – Juniel
4. Hello – SunBee
5. Love Is – Joo Yoon-ha
6. Falling Slowly (스르르) – Gyepy
7. The Tiger Moth (부나비) – Monsta X
8. The Tiger Moth (version acoustique) – Kihyun (Monsta X)
9. Fine – Jang Jae-in et Jo Hyung-woo

## Diffusion
- MBC (2016)
- Oh!K (2016) / Mediacorp Channel U (2017)
- EBC (2017)
- ViuTV (2017)
- Pasiones Amérique latine (2017)
- Willax (2018)
- Teleamazonas (2018)
- ABS-CBN (bientôt)